# Pronkstilleven

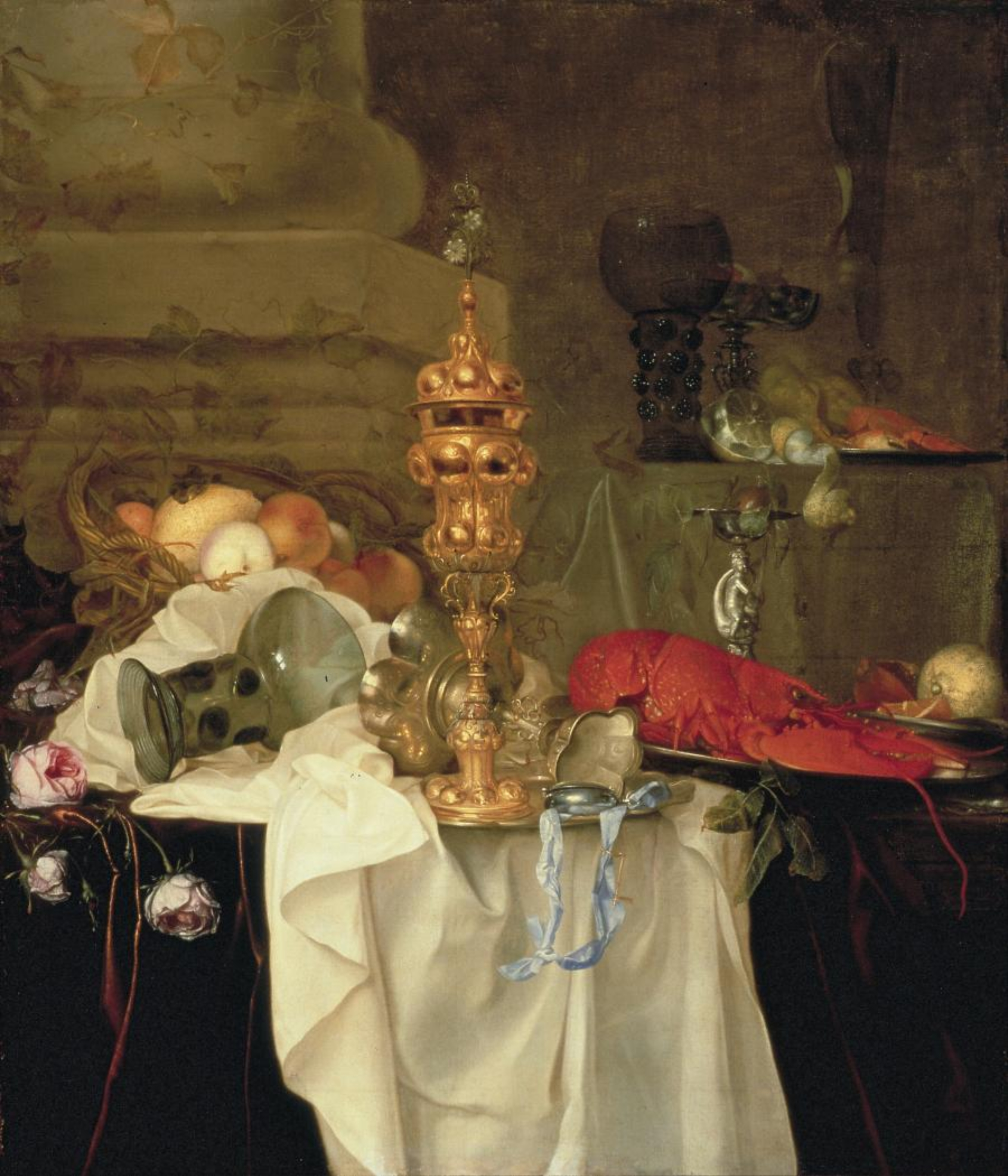
Un exemple de Pronkstilleven de Pierre (Petrus) Willebeeck, 1645-1648.

Pronkstilleven est un terme néerlandais désignant une nature morte ostentatoire (ou « ornée »ou « somptueuse »), un genre pictural de type nature morte apparu durant les années 1640 à Anvers, d'où il s'est rapidement répandu dans les Provinces-Unies. Il se caractérise par des compositions grandes et complexes et une palette élaborée. Les Pronkstillevens représentent généralement une grande variété d'objets, de fruits, de fleurs et d'animaux inanimés, luxueux ou exotiques, souvent accompagnés de figures humaines et animales vivantes.

## Développement

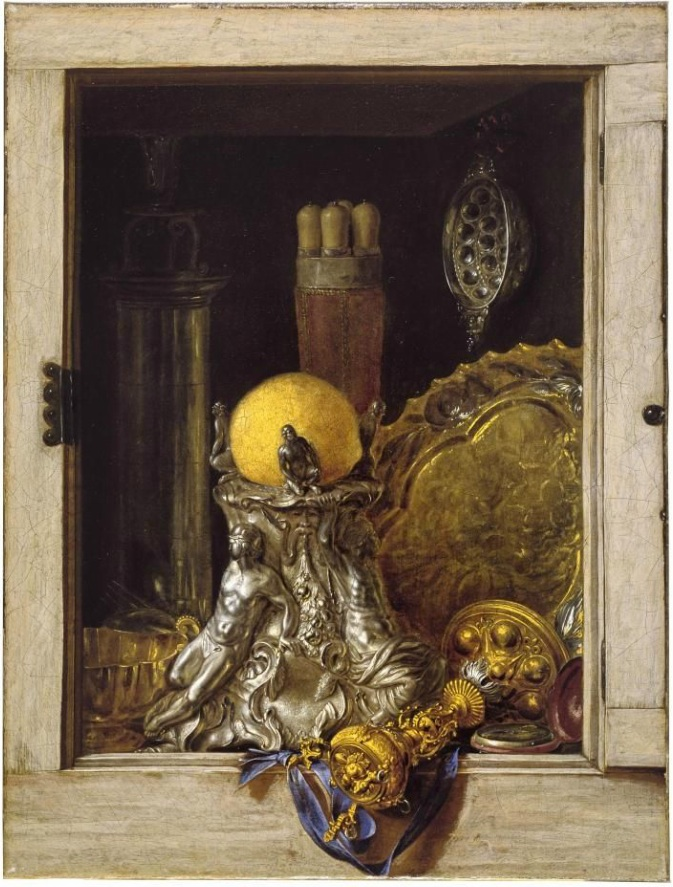
Cornelis Norbertus Gijsbrechts, Orfèvrerie dans une armoire ouverte, vers 1665-1670, musée des Beaux-Arts de Gand.

Des artistes flamands tels que Frans Snyders et Adriaen van Utrecht inventent le genre à Anvers dans les années 1640 en peignant des natures mortes, qui mettent l'accent sur l'abondance en représentant une diversité d'objets, de fruits, de fleurs et de gibier mort, souvent accompagnés de personnes et d'animaux vivants.
Le style est rapidement adopté par les artistes des Provinces unies.
Jan Davidszoon de Heem est l'un des principaux représentants néerlandais, qui passe une longue période de sa carrière active à Anvers et est l'un des fondateurs du style dans les Provinces-Unies,. Nicolaes van Verendael, Alexander Coosemans, Christian Luycks, Jasper Geeraards, Peter Willebeeck, Abraham van Beijeren et Willem Kalf en sont d'autres représentants éminents en Flandre et dans les Provinces-Unies.
Cornelis Norbertus Gysbrechts développe le style en incorporant des pronkstillevens dans les compositions en trompe-l'œil pour lesquelles il est connu. Son Orfèvrerie dans une armoire ouverte au musée des Beaux-Arts de Gand en est un exemple.

## Signification
Les Pronkstillevens sont généralement interprétés comme une forme de vanité, qui transmet une leçon morale. Les différents objets présents dans les compositions servent de symboles qui peuvent être lus comme un avertissement ou une leçon de vie. Ils font généralement référence à la fugacité et au vide de la richesse et des possessions, ainsi qu’à l’extinction et au vide ultimes de la vie terrestre.
Par exemple, les roses sont souvent utilisées comme motif de vanité, car elles rappellent que toute vie et toute beauté terrestre sont éphémères. Les sabliers sont un avertissement que la vie est éphémère et qu’elle a une fin. Les récipients vides tels que les verres ou les vases indiquent le vide de la richesse et des aspirations terrestres. Les peintures rappellent au spectateur la nécessité de pratiquer la modération et la tempérance.